# Język petjo
Język petjo (peco’, pecok, petjoh) – język kontaktowy powstały na bazie języka niderlandzkiego, używany przez tzw. Indów, Mulatów niderlandzko-indonezyjskich w dawnych Holenderskich Indiach Wschodnich. Bywa uważany za język kreolski (na bazie niderlandzkiego), choć potencjalnie daje się rozpatrywać jako język mieszany. Wykazuje wpływy lokalnych języków Jawy (jawajskiego i betawi). Jego użytkownicy żyją dzisiaj w Holandii i Indonezji. Nie jest wzajemnie zrozumiały z javindo.
Słownictwo petjo wywodzi się głównie z malajskiego i niderlandzkiego. Jego morfologia ma mieszane pochodzenie niderlandzko-malajskie, z kolei składnia wyraźnie czerpie ze wzorców malajskich. Zasób zaimków osobowych został zapożyczony z języka niderlandzkiego.
Znajduje się na skraju wymarcia, przy czym w 2007 r. stwierdzono, że wciąż posługuje się nim niewielka grupa osób.